# Praemastus steinbachi
Praemastus steinbachi là một loài bướm đêm thuộc phân họ Arctiinae, họ Erebidae.